# 房师亮
房师亮（1903年—1984年），男，安徽枞阳人，中华人民共和国政治人物，曾任安徽省政协副主席，第三、五届全国人大代表。

## 家庭
父亲房宗岳，曾任安徽省政协副主席。